# Davis Cup 2024
Der Davis Cup im Jahr 2024 war die 112. Austragung des Wettbewerbs.

## Qualifikation
Im Finale nahmen neben dem Titelverteidiger und dem Zweitplatzierten des Finales 2023 sowie zwei Wildcard-Teilnehmern weitere zwölf Nationen teil. Diese wurden im Februar 2024 in einer Qualifikationsrunde ausgespielt.
Jede Begegnung zwischen zwei Nationen (tie) bestand aus bis zu fünf Partien (4 Einzel, 1 Doppel). Entschied eine Nation mindestens drei Partien für sich, hatten die Mannschaften die Option, die restlichen Partien ausfallen lassen. Jede Partie wurde auf drei Gewinnsätze (best-of-three) gespielt.
| Datum         | Heimmannschaft    | Ergebnis | Gastmannschaft     | Ort                                       |
| ------------- | ----------------- | -------- | ------------------ | ----------------------------------------- |
| 1.–2. Februar | Ukraine           | 0:4      | Vereinigte Staaten | SEB Arena Viršuliškės                     |
| 2.–3. Februar | Niederlande       | 3:2      | Schweiz            | MartiniPlaza Groningen                    |
| 2.–3. Februar | Serbien           | 0:4      | Slowakei           | Sport Hall Ibar Kraljevo                  |
| 2.–3. Februar | Ungarn            | 2:3      | Deutschland        | Tatabányai Multifunkcionális Sportcsarnok |
| 2.–3. Februar | Finnland          | 3:1      | Portugal           | Gatorade Center Turku                     |
| 2.–3. Februar | Schweden          | 1:3      | Brasilien          | Helsingborg Arena                         |
| 2.–3. Februar | Kanada            | 3:1      | Südkorea           | Stade IGA Montreal                        |
| 3.–4. Februar | Chinesisch Taipeh | 0:4      | Frankreich         | Taipei Tennis Center                      |
| 3.–4. Februar | Kroatien          | 1:3      | Belgien            | Varaždin Arena                            |
| 3.–4. Februar | Tschechien        | 4:0      | Israel             | Vitality Slezsko Třinec                   |
| 3.–4. Februar | Argentinien       | 3:2      | Kasachstan         | Jockey Club de Rosario                    |
| 3.–5. Februar | Chile             | 3:2      | Peru               | Estadio Nacional, Santiago de Chile       |

## Finale
Pro Begegnung zwischen zwei Nationen gab es im Finale (abweichend von der Qualifikation) nur drei Partien (2 Einzel, 1 Doppel). Die Austragung gewann, wer zwei der drei Spiele für sich entscheiden konnte.

### Gruppenphase
Die Gruppenphase (Group Stage) fand vom 10. bis 15. September 2024 an insgesamt vier Austragungsorten statt.
Automatisch qualifiziert waren Italien (Titelverteidiger) und Australien (Zweiter des Jahres 2023). Über Wildcards nahmen ferner Spanien (Gastgeber) und Großbritannien teil. Hinzu kamen die zwölf Teilnehmer aus der Qualifikation vom Februar 2024.

### K.-o.-Runde
Die „Runde der letzten acht“ (Final 8, Knock-out stage) wurde vom 19. bis 24. November 2024 im Palacio de Deportes José María Martín Carpena in Málaga ausgetragen.
|  | Viertelfinale      | Viertelfinale |              |   | Halbfinale | Halbfinale |  |  | Finale | Finale |
|  |                    |               |              |   |            |            |  |  |        |        |
|  | 21. November       |               |              |   |            |            |  |  |        |        |
|  |                    |               |              |   |            |            |  |  |        |        |
|  | Italien            | 2             |              |   |            |            |  |  |        |        |
|  | Italien            | 2             | 23. November |   |            |            |  |  |        |        |
|  | Argentinien        | 1             |              |   |            |            |  |  |        |        |
|  | Argentinien        | 1             | Italien      | 2 |            |            |  |  |        |        |
|  | 21. November       |               | Italien      | 2 |            |            |  |  |        |        |
|  |                    | Australien    | 0            |   |            |            |  |  |        |        |
|  | Vereinigte Staaten | Australien    | 0            | 1 |            |            |  |  |        |        |
|  | Vereinigte Staaten |               | 24. November | 1 |            |            |  |  |        |        |
|  | Australien         | 2             |              |   |            |            |  |  |        |        |
|  | Australien         | 2             | Italien      | 2 |            |            |  |  |        |        |
|  | 20. November       |               | Italien      | 2 |            |            |  |  |        |        |
|  |                    | Niederlande   | 0            |   |            |            |  |  |        |        |
|  | Deutschland        | Niederlande   | 0            | 2 |            |            |  |  |        |        |
|  | Deutschland        | 22. November  |              | 2 |            |            |  |  |        |        |
|  | Kanada             | 0             |              |   |            |            |  |  |        |        |
|  | Kanada             | 0             | Deutschland  | 0 |            |            |  |  |        |        |
|  | 19. November       |               | Deutschland  | 0 |            |            |  |  |        |        |
|  |                    | Niederlande   | 2            |   |            |            |  |  |        |        |
|  | Niederlande        | Niederlande   | 2            | 2 |            |            |  |  |        |        |
|  | Niederlande        |               |              | 2 |            |            |  |  |        |        |
|  | Spanien            | 1             |              |   |            |            |  |  |        |        |

Finale
| Italien | Finale | Niederlande                                                                                        |
| --- | --- | -------------------------------------------------------------------------------------------------- |
| Team Jannik Sinner Lorenzo Musetti Matteo Berrettini Andrea Vavassori Simone Bolelli Kapitän Filippo Volandri | Datum: 24. November 2024 Ort: Málaga, Spanien Belag: Hartplatz (i) \| Matteo Berrettini \| 6:4, 6:2 \| Botic van de Zandschulp \| \| Jannik Sinner \| 7:62, 6:2 \| Tallon Griekspoor \| \| Simone Bolelli Andrea Vavassori \| nicht gespielt \| Wesley Koolhof Botic van de Zandschulp \| Resultat: 2:0 | Team Tallon Griekspoor Botic van de Zandschulp Jesper de Jong Wesley Koolhof Kapitän Paul Haarhuis |
| Matteo Berrettini                                                                                             | 6:4, 6:2 | Botic van de Zandschulp                                                                            |
| Jannik Sinner                                                                                                 | 7:62, 6:2 | Tallon Griekspoor                                                                                  |
| Simone Bolelli Andrea Vavassori                                                                               | nicht gespielt | Wesley Koolhof Botic van de Zandschulp                                                             |

## Weitere Austragungen

### World Group Play-offs
Parallel zum Qualifying fanden vom 2. bis 3. Februar 2024 die Play-offs für die Weltgruppen I und II statt.
In den Play-offs der Weltgruppe I wurden 12 Partien mit Hin- und Rückspiel  (home-and-away) ausgetragen. Die Siegernationen werden im September in der Weltgruppe I antreten, während die Verlierernationen im September in der Weltgruppe II antreten.
In den Play-offs der Weltgruppe II wurden ebenfalls 12 Spiele mit Hin- und Rückspiel ausgetragen. Die Sieger treten im September in der Weltgruppe II an. Die Verlierer treten in ihrer jeweiligen Regionalgruppe III in einwöchigen Rundenturnieren (round-robin Format) an.

### World Group I und II
Vom 13. bis 15. September traten für jede der beiden Weltgruppen je 24 Nationen an. Je Weltgruppe werden 12 Spiele mit Hin- und Rückspiel (home-and-away) ausgetragen. Gelost wurde auf Grundlage der Rangliste. Die 12 Nationen, die in der Davis-Cup-Qualifikation verloren haben, und die 12 Nationen, die die Playoffs der Weltgruppe I gewannen, wurden gegeneinander gelost sowie die 12 Verlierer der Playoffs der Weltgruppe I und die 12 Gewinner der Playoffs der Weltgruppe II.